# کریستف لابوری
کریستف لابوری (فرانسوی: Christophe Laborie‎؛ زادهٔ ۵ اوت ۱۹۸۶) دوچرخه‌سوار اهل فرانسه است.
از باشگاه‌هایی که در آن رکاب زده‌است می‌توان به تیم دوچرخه‌سواری سوجاسون، تیم دوچرخه‌سواری فورتونئو–اسکارو و دلکو–مارسی پوونس کی‌تی‌ام اشاره کرد.